# Ka'ba-ye Zartosht
Il Ka'ba-ye Zartosht (in persiano کعبه زرتشت‎), o Cubo di Zoroastro, è una costruzione in pietra quadrangolare con struttura a gradini nel complesso di Naqsh-e Rostam accanto al villaggio di Zangiabad nella contea di Marvdasht, provincia di Fars in Iran. Il complesso di Naqsh-e Rostam comprende anche memoriali degli Elamiti, degli Achemenidi e dei Sasanidi.
Il Ka'ba-ye Zartosht si trova a 46 metri dalla base del monte, situato esattamente di fronte al mausoleo di Dario II. È rettangolare e ha una sola porta d'ingresso. Il materiale della struttura è calcare bianco. É alto circa 12 metri, o 14,12 metri includendo la scala tripla, e ogni lato della sua base è lungo circa 7,30 metri. La sua porta d'ingresso conduce alla camera interna tramite una scala in pietra di trenta gradini. I pezzi di pietra sono rettangolari e sono stati posti semplicemente uno sopra l'altro, senza l'uso di malta; la dimensione delle pietre varia da 0,48 x 2,10 x 2,90 metri a 0,56 x 1,08 x 1,1 metri, e sono collegate tra loro da incastri a coda di rondine.

## Etimologia
La struttura fu edificata in epoca achemenide e non si hanno notizie del nome della stessa in quell'epoca. Era chiamata Bon-Khanak in epoca sasanide; il nome locale della struttura era Naggarekhaneh da casa (khaneh) tenere (Naggar). La frase Ka'ba-ye Zartosht è stata usata dal XIV secolo fino all'era contemporanea.
Varie opinioni e interpretazioni sono state proposte sullo scopo della camera, ma nessuna di esse può essere accolta con certezza. Alcuni considerano la torre un tempio del fuoco e un camino e credono che fosse usata per accendere e adorare il fuoco sacro. Un'altra teoria è che sia il mausoleo di uno degli scià o grandi achemenidi, per la sua somiglianza con la Tomba di Ciro e alcuni mausolei della Licia e della Caria. Altri studiosi iraniani ritengono che la camera di pietra sia una struttura per la custodia di documenti reali e libri sacri o religiosi, ma la camera di Ka'ba-ye Zartosht è troppo piccola per questo scopo. Sono state menzionate anche altre teorie meno considerate, come il suo essere un tempio per la dea Anahita o un calendario solare.
In epoca sasanide furono incise tre iscrizioni nelle tre lingue medio persiano sasanide, medio persiano arsacide e greco sulle pareti settentrionale, meridionale e orientale della torre. Una di esse appartiene a Sapore I il sasanide, e un'altra al sacerdote Kartir. Secondo Walter Henning, "Queste iscrizioni sono i più importanti documenti storici dell'era sasanide". Il Ka'ba-ye Zartosht è una bella struttura: le sue proporzioni, le linee e la bellezza esterna si basano su principi architettonici ben eseguiti.
Ai giorni nostri la struttura fa parte del complesso Naqsh-e Rostam ed è di proprietà dell'Organizzazione per i beni culturali, artigianato e turismo dell'Iran.

## Nome

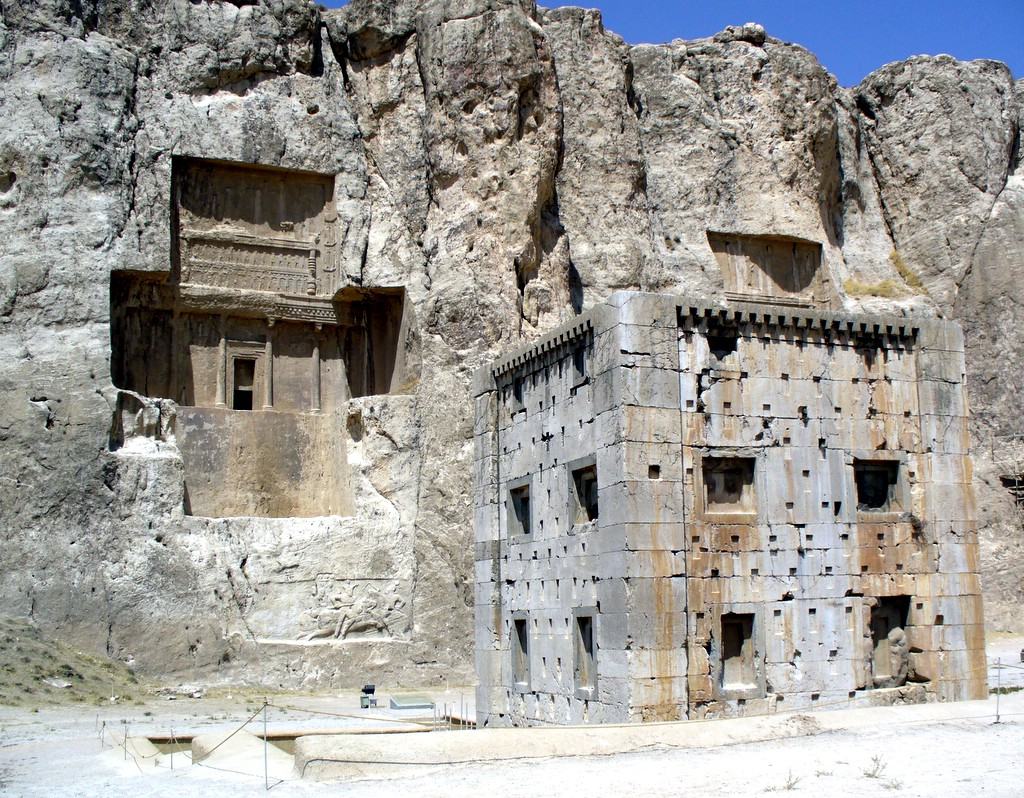
Ka'ba-ye Zartosht davanti al mausoleo di Dario II

Alireza Shapur Shahbazi ritiene che la frase Ka'ba-ye Zartosht sia relativamente nuova e imprecisa, originaria del XIV secolo. Quando la struttura fu scoperta dagli europei, il suo nome locale era Karnaykhaneh o Naggarekhaneh; gli europei lo consideravano un luogo speciale per adorare il fuoco, poiché l'interno della camera era annerito dal fumo, e poiché scambiavano gli zoroastriani per adoratori del fuoco, attribuirono loro il luogo e lo chiamarono il tempio del fuoco degli zoroastriani. Poiché la forma della struttura era cuboide e le pietre nere che erano poste sullo sfondo bianco delle sue pareti somigliavano alla Pietra Nera, la Kaaba dei musulmani, divenne famosa come Ka'ba-ye Zartosht, la Kaaba di Zoroastro.
L'Enciclopedia Iranica spiega il nome della struttura: "Ka'ba-ye Zartosht ha probabilmente acquisito il suo nome nel XIV secolo, epoca in cui i siti antichi in rovina in tutto l'Iran venivano attribuiti a personaggi del Corano o dello Shahnameh. Ciò non significa che il luogo sia stato il mausoleo di Zoroastro e non si ha notizia nemmeno di viaggi di pellegrinaggio in questo luogo".
A causa della scoperta dell'iscrizione di Kartir sulle sue pareti, venne rivelato che il nome della struttura in epoca sasanide era Bon Khaanak, che significa Fondazione fredda, poiché l'iscrizione recita: "Questa Fondazione fredda apparterrà a voi. Agisci nel modo migliore che ritieni adatto che delizierà i nostri dei e il nostro scopo (implicando Sapore I)." Non si conosce il nome della struttura in periodi precedenti.
Ibn al-Balkhi ha menzionato il nome dell'area di Naqsh-e Rostam e della sua montagna come Kuhnebesht, e ha ritenuto che il motivo alla base della sua denominazione fosse che il libro Avesta fosse conservato lì. La parola Dezhnebesht o Dezhkatibehs potrebbe essere stata usata anche per il Ka'ba-ye Zartosht.

## Attributi

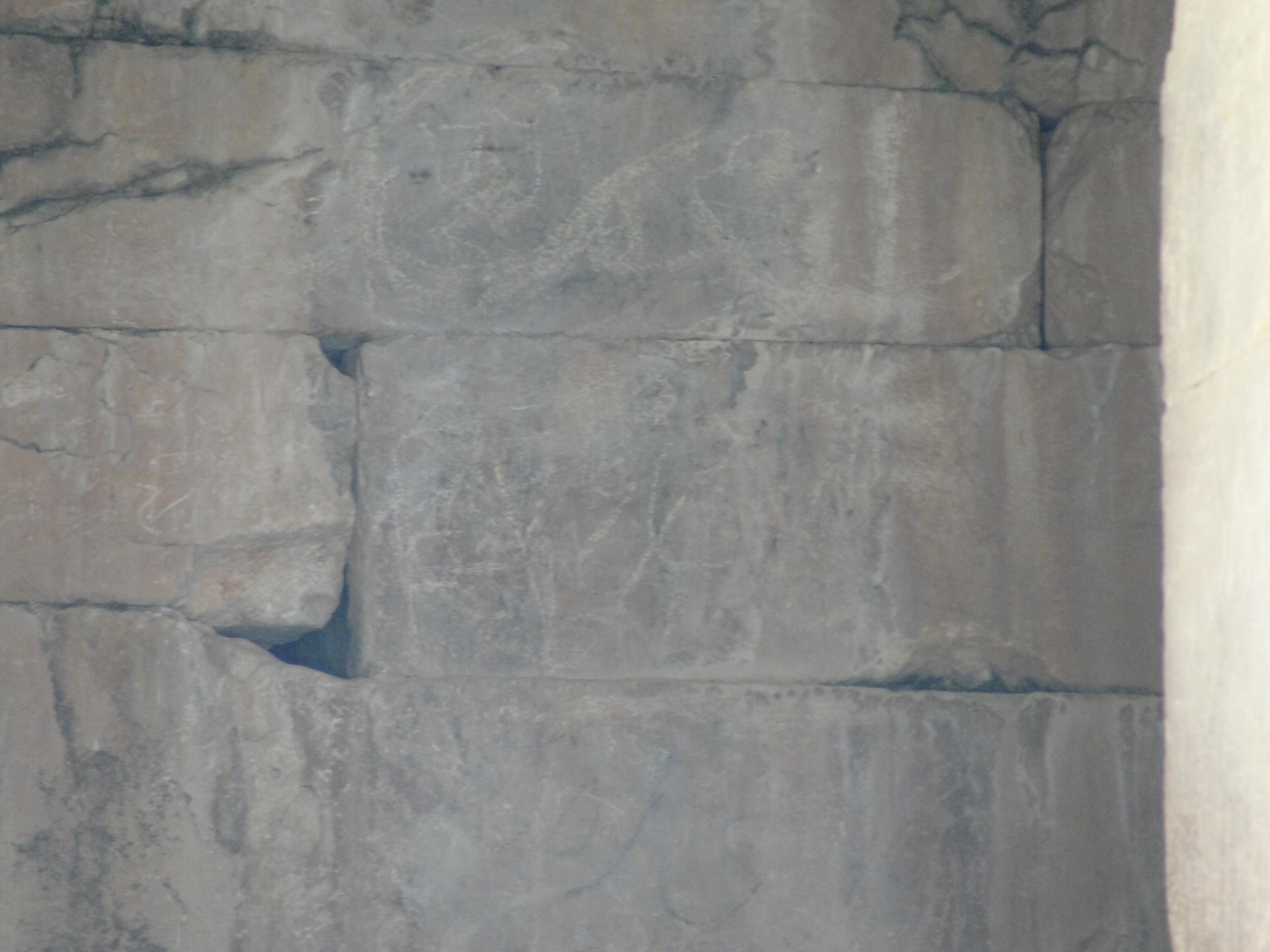
Interno della struttura

Ka'ba-ye Zartosht è di forma cuboide e ha una sola porta d'ingresso, che conduce all'interno della sua camera per mezzo di una scala di pietra. Ci sono quattro finestre cieche su ciascuno dei suoi lati. La pietra utilizzata è calcare marmoreo bianco e sulle pareti sono presenti mensole dentate di pietra nera. I blocchi di calcare furono portati dal monte Sivand, dove furono estratti in un luogo chiamato Na'l Shekan ("spacca ferro di cavallo"), a Naqsh-e Rostam per costruire la Ka'ba. Questi blocchi vennero cesellati in grandi pezzi, per lo più rettangolari, e posti uno sopra l'altro senza usare malta; in alcuni punti, come il tetto, le pietre sono collegate tra loro da incastri a coda di rondine. Le dimensioni sono quelle indicate sopra, tuttavia nella parete ovest è presente una pietra piatta lunga 4,4 metri. 

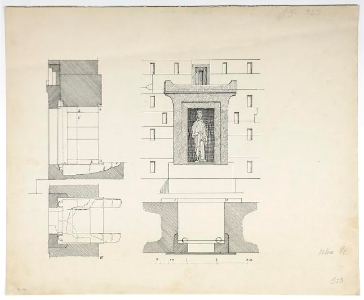
Sezioni trasversali verticali e orizzontali della struttura

Quattro grandi pezzi di pietra rettangolari formano il soffitto/tetto, disposti lungo un asse est-ovest. Ognuna di queste pietre, lunga 7,3 metri, è collegata ad altre con incastri a coda di rondine, e il metodo di scheggiatura utilizzato per formarle ha conferito al tetto la forma di una corta piramide. Lo stile dell'anatirosi viene qui utilizzato per posizionare le pietre l'una sull'altra, ma non viene mantenuto un ordine preciso nella "classifica" delle pietre. In alcuni punti vengono posizionate 20 file e in altri 22 file di pietre, che continuano fino al soffitto. Ovunque i costruttori originali scoprissero un difetto nella pietra principale, l'area difettosa veniva rimossa e riempita con giunti delicati, alcuni dei quali ancora rimangono.

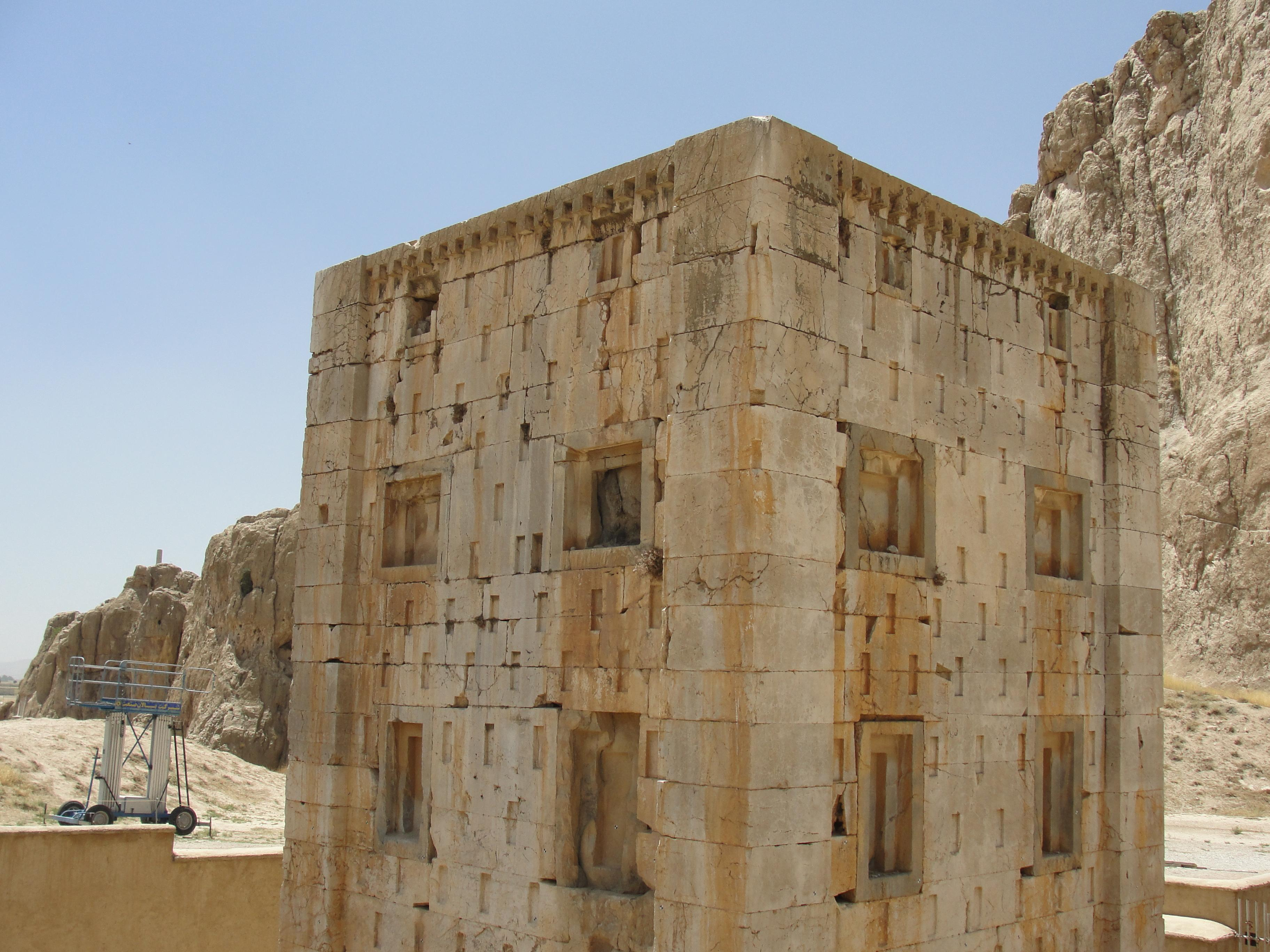
Pozzi rettangolari sulle pareti esterne della struttura

Per evitare che l'edificio finito diventasse troppo semplice o monocromatico, i suoi creatori aggiunsero due diversità architettoniche: in primo luogo mensole a doppio bordo, da una o due lastre piatte di pietra grigio-nera posizionate sulle pareti; in secondo luogo, piccole fosse rettangolari nelle sezioni superiore e centrale delle pareti esterne che conferiscono un aspetto più delicato alle facciate della torre. Le pietre nere furono probabilmente portate dal monte Mehr a Persepoli e installate sulle pareti in tre file:
- In alto sulle pareti appena sotto il soffitto, un piccolo ripiano rettangolare nel lato nord e due ripiani simili su ciascuno degli altri lati
- 3 metri sotto il soffitto, due grandi mensole quadrate su tre lati e una mensola rettangolare piccola sul lato nord
- 6 metri sotto il soffitto, due mensole rettangolari di medie dimensioni su tre lati e una grande rettangolare sul lato nord

### Scala

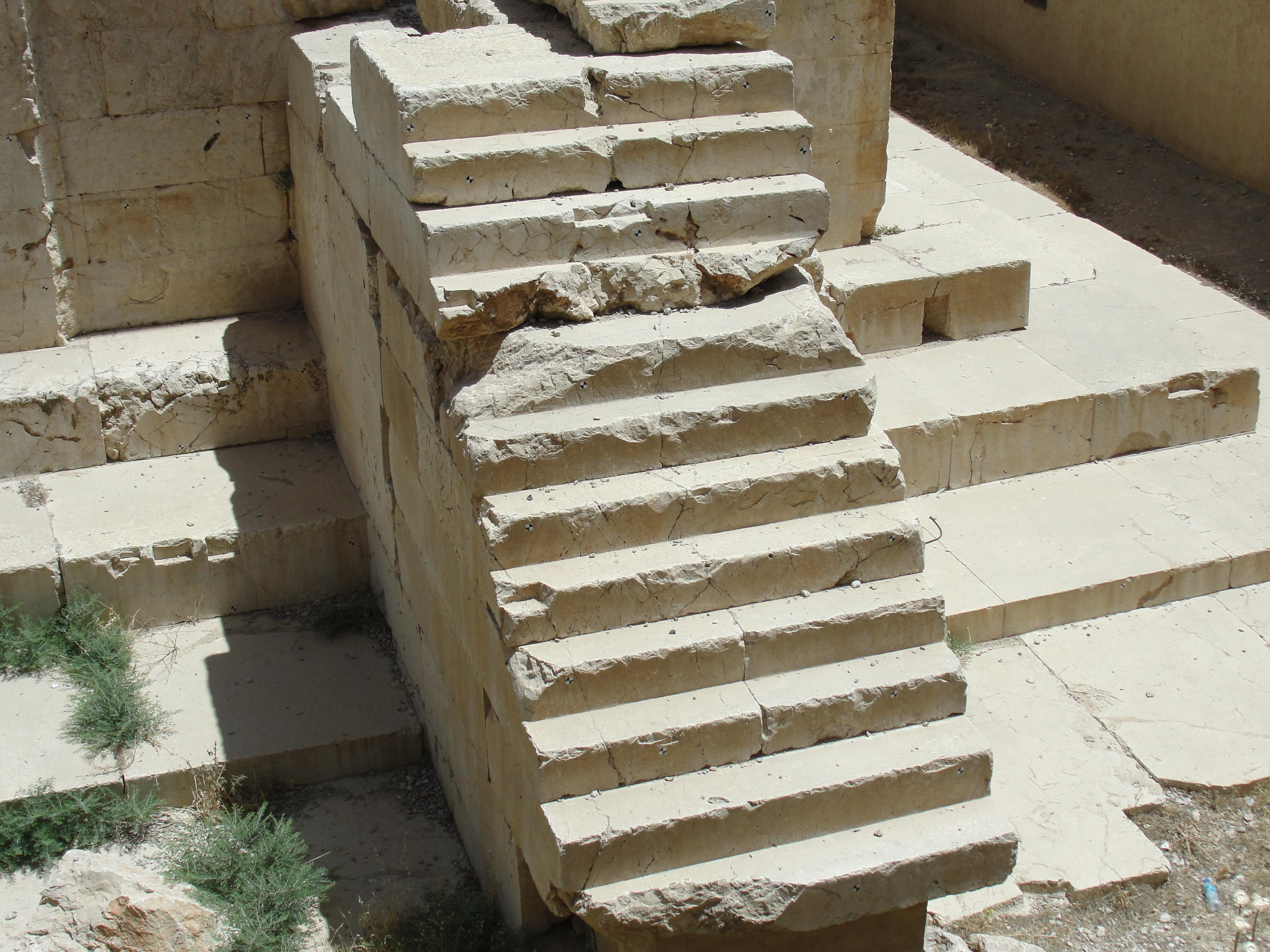
La scala della struttura

Una scala di trenta gradini è posta al centro della parete settentrionale, raggiungendo la soglia del portale d'ingresso. Pertanto, l'intenzione era che il Ka'ba assomigliasse a una torre a tre piani con sette porte o portelli su ogni piano; ma solo un portello è stato trasformato in una vera porta, mentre gli altri sono stati lasciati come finestre cieche senza fori.
La struttura poggia su una piattaforma a tre livelli. Il primo livello è di 27 cm dal suolo, e la torre è a 14,12 metri di altezza compresi i tripli gradini o scale della sua piattaforma. La base è di forma quadrata, con ogni lato di circa 7,30 metri. Il soffitto della struttura è liscio e piatto all'interno, ma il suo tetto ha una pendenza bilaterale che inizia dalla linea al centro del tetto all'esterno, creando l'aspetto piramidale precedentemente menzionato. La porta è alta 1,75 metri e larga 87 cm e aveva una porta a due ante molto pesante che ora è scomparsa. Nella cornice di pietra ci sono tacche scavate per i talloni superiore e inferiore di ogni pannello della porta che sono visibili agli osservatori. Alcuni hanno ipotizzato che la porta sarebbe stata di legno, ma una porta di pietra, molto simile ai resti di quella trovata a Ka'ba-ye Zartosht, esiste nella prigione di Salomone a Pasargade, il che indica che entrambe le porte erano fatte in maniera simile. Dalla porta si accede ad un unico vano interno. Questo spazio è quadrangolare, ha con due lati di 3,74 x 3,72 metri ed è alta 5,5, con lo spessore delle pareti compreso tra 1,54 e 1,62 metri.

## Storia

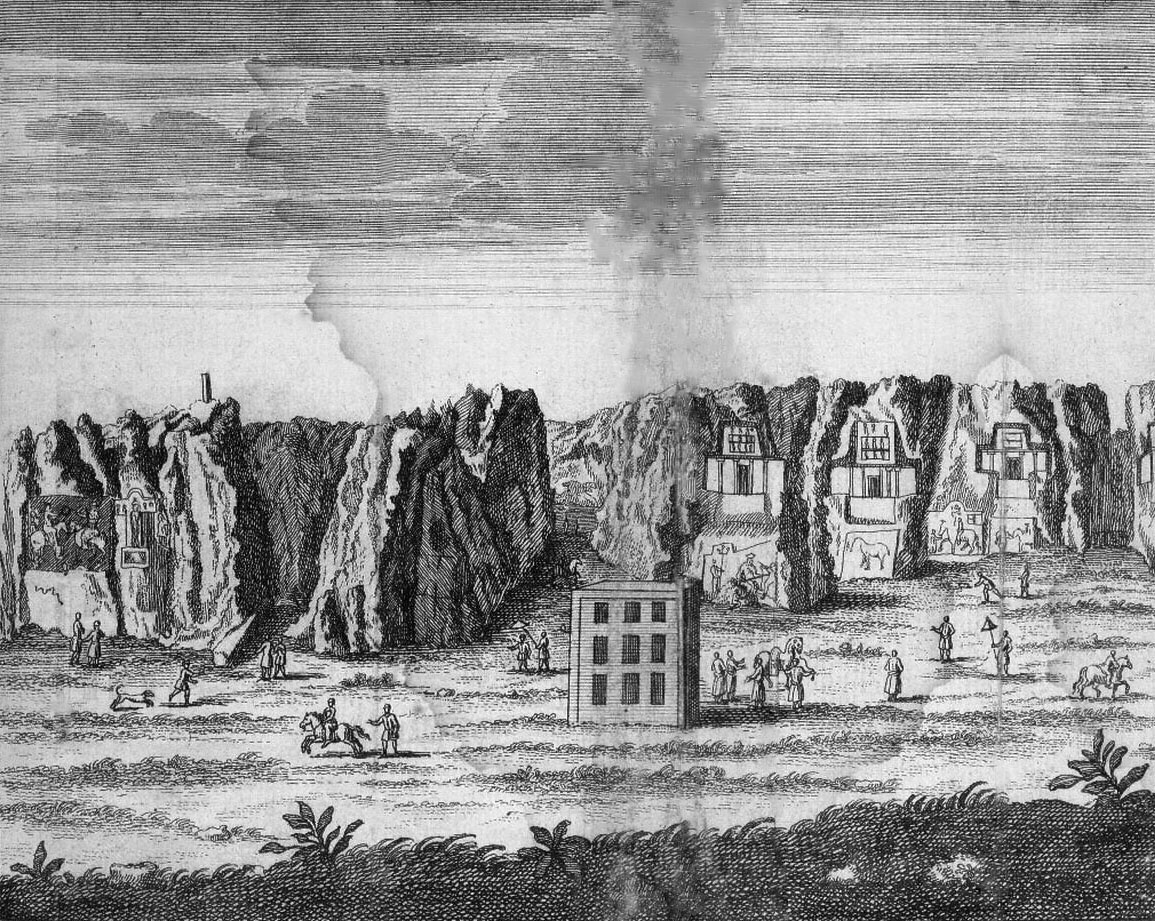
Un'immagine di Naqsh-e Rostam dipinta da Jean Chardin nel 1723

Il Ka'ba-ye Zartosht è senza dubbio dell'era achemenide. Gran parte delle prove disponibili mostrano che fu costruito all'inizio dell'era achemenide; la prova più importante di questa datazione è la seguente:
- L'uso della pietra nera su sfondo bianco è una delle caratteristiche dell'architettura pasargadiana.
- Gli incastri a coda di rondine si trovano principalmente nei periodi di Dario I e Serse I, e il modo in cui le pietre sono allineate è simile alle strutture primarie di Persepoli.
- Il portale e la porta della struttura sono simili a quelli dei mausolei degli scià achemenidi, che hanno tutti utilizzato il disegno del mausoleo di Dario I.
- La muratura, priva di malta, ricorda le prime parti della piattaforma di Persepoli che furono costruite nel periodo di Dario I. In particolare, l'iscrizione sulla parte inferiore della parete meridionale di Persepoli ha quasi le stesse dimensioni delle pietre che formano il soffitto di Ka'ba-ye Zartosht.

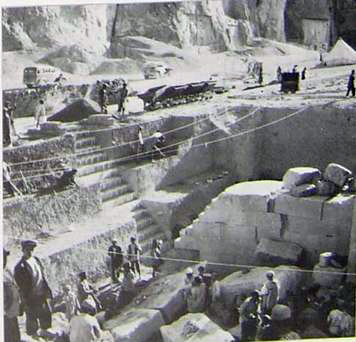
Fotografia degli scavi eseguiti dall'Istituto orientale dell'Università di Chicago

Carsten Niebuhr, che aveva visitato la struttura nel 1765, scrisse: "Di fronte alla montagna che ha i mausolei e le incisioni rupestri dei coraggiosi di Rostam, è costruita una piccola struttura di pietra bianca che è ricoperta solo da due pezzi di grandi pietre". Jane Dieulafoy, che visitò l'Iran nel 1881, riportò nel suo diario di viaggio: "... e poi abbiamo visto una struttura quadrilatera che era posta di fronte alle pareti della scogliera. Ciascuna delle sue superfici era simile a quella della struttura in rovina che avevamo visto nel deserto di Palvar..."
Le prime illustrazioni della struttura furono realizzate nel XVII secolo da turisti europei come Jean Chardin, Engelbert Kaempfer e Cornelis de Bruijn nei loro libri di viaggio; ma la prima descrizione scientifica e le relazioni di scavo della struttura furono fatte da Erich Friedrich Schmidt che aveva immagini e progetti illustrati.
Il sito Naqsh-e Rostam fu studiato e sondato per la prima volta, insieme alla struttura Ka'ba-ye Zartosht, da Ernst Herzfeld nel 1923. Inoltre, successivamente, Istituto orientale dell'Università di Chicago, sotto la guida di Erich Schmidt, vi condusse diverse campagne di scavo tra il 1936 e il 1939, trovando opere importanti come la versione in lingua medio persiana della Grande iscrizione di Sapore I, che era stata incisa sulla parete della struttura.

## Utilizzo

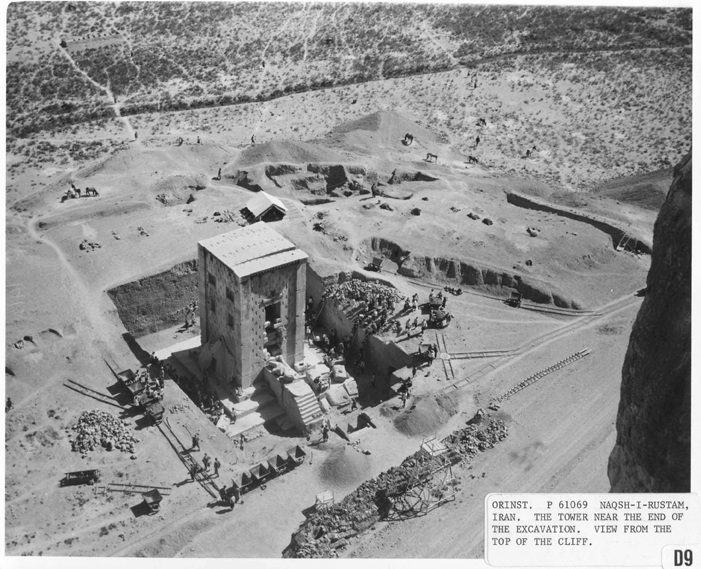
Ka'ba-ye Zartosht dall'alto della Montagna della Misericordia

L'utilizzo della struttura Ka'ba-ye Zartosht è sempre stato controverso tra archeologi e ricercatori e sono state espresse varie opinioni e interpretazioni sul suo scopo; ma ciò che rende la sua interpretazione ancora più difficile, è l'esistenza di una struttura simile a Pasargade, che fa valutare ogni probabilità anche con le sue circostanze e considerare un'interpretazione simile per entrambe. Alcuni archeologi hanno creduto che la struttura fosse un mausoleo e alcuni altri, come Roman Ghirshman e Schmidt, hanno affermato che Ka'ba-ye Zartosht era un tempio del fuoco in cui veniva posto il fuoco sacro e veniva usato durante le cerimonie religiose.  Un altro gruppo, tra cui Henry Rawlinson e Walter Henning, credeva che la struttura fosse il tesoro e il luogo per conservare i documenti religiosi e l'Avesta. Un piccolo gruppo crede che la struttura sia il tempio di Anahita e che la statua della dea fosse conservata a Ka'ba-ye Zartosht. Helen Sancisi Weerdenburg crede che l'edificio sia una struttura costruita da Dario I per l'incoronazione e Shapur Shahbazi crede che Ka'ba-ye Zartosht fosse un mausoleo achemenide utilizzato come sito per la conservazione di documenti religiosi nell'era sasanide.
Erich Friedrich Schmidt dice sull'importanza della struttura:
L'eccezionale sforzo necessario per creare questo capolavoro architettonico, è stato utilizzato solo per costruire una camera singola e buia. Inoltre, il fatto che abbiano fatto o potuto chiudere l'unica porta d'ingresso di una struttura con un portone pesante e a due ante, fa capire che il suo contenuto doveva essere tenuto al sicuro da rapine e inquinamento.

### Un camino
Engelbert Kaempfer propose per primo l'ipotesi che fosse stato un tempio del fuoco o un camino; e dopo di lui, James Justinian Morier e Robert Ker Porter hanno sostenuto l'opinione all'inizio del XIX secolo. L'angolo sud-ovest della camera è annerito dal fumo e ha fatto supporre che il fuoco sacro ardesse là dentro. 

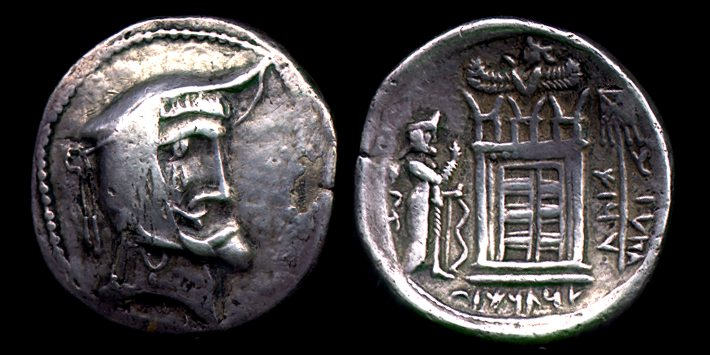
Moneta di Vadfradad I (Autofradate I). L'immagine dietro la moneta è una struttura simile a Ka'ba-ye Zartosht.

Negli anni successivi, Ferdinand Justi, Ghirshman, Schmidt e alcuni altri sostenevano l'ipotesi che Ka'ba-ye Zartosht fosse un camino. Uno dei motivi di questo gruppo era che Dario I nell'Iscrizioni di Bisotun (Prima colonna, 63) dice: "... Ho ricostruito i templi che Gaumata aveva distrutto. Restituii al popolo i pascoli, le greggi, gli schiavi e le case che Gaumata aveva preso..." Così, c'erano alcuni "templi" nei periodi di Ciro II e Cambise II che Gaumata distrusse e Dario ricostruì allo stesso modo e poiché la "prigione di Salomone" a Pasargade appartiene alla prima era achemenide e venne distrutta, e la sua copia esatta fu costruita a Naqsh-e Rostam nel periodo di Dario, si dovrebbe concludere che quelle due strutture sono i templi menzionati nell'iscrizione di Behistun e poiché nessun tempio in Persia, durante il periodo di Dario, non poteva essere altro che del fuoco santo, quelli erano tutti camini; inoltre, Ka'ba-ye Zartosht è stato ben conservato anche dopo l'era achemenide e non era circondato da terra e pietre e all'inizio dell'era sasanide, Sapore I compose su di esso il documento più importante della storia sasanide e Kartir scrisse un documento religioso su di esso. Questi mostrano che la struttura era religiosamente importante. D'altra parte, sulle monete di alcuni re persiani è disegnata una struttura come quelle di Otofradate I che è un camino e sopra o dentro si teneva il fuoco reale; e poiché la struttura ha una piattaforma a due scale e le sue due porte sono come Ka'ba-ye Zartosht e il centro del regno persiano era anche nella città di Istakhr, sarebbe proprio Ka'ba-ye Zartosht ad essere stata disegnata sulle loro monete; e sul soffitto di questa struttura sono posti tre focolari e il re persiano è in piedi in posizione di preghiera davanti ad essi.
Tuttavia, queste ragioni non possono essere vere, perché "Ayadana" significa solo "luogo di culto" e un luogo di culto non è necessariamente un tempio; e d'altra parte, dire che le persone adoravano in questo luogo, non è vero, perché il Ka'ba è così piccolo che il recinto all'interno non poteva contenere più di due persone. Inoltre, secondo Erodoto (sezione "Sui costumi dei persiani"), i persiani, anche ai suoi tempi, non avevano templi o statue di divinità. Jacques Duchesne-Guillemin in Iranica identifica l'ayadana come un podio.
Inoltre, nei sigilli achemenidi e sui loro mausolei, si vede che i focolari contenenti il fuoco reale erano posti nello spazio libero e il fuoco reale veniva portato davanti al re in un focolare portatile. Un punto notevole che Herzfeld, Sami e Mary Boyce hanno evidenziato è che sembra improbabile che avessero speso tutto quel denaro e quegli sforzi per mantenere il fuoco in una stanza buia e senza buchi che aveva bisogno della porta aperta perché il fuoco si accendesse. Perché il fuoco richiede ossigeno e l'interno del Ka'ba è costruito in modo tale che anche una lampada a olio non possa brillare per più di poche ore quando la porta e il grande ingresso di pietra sono sigillati. La camera non ha una via di uscita per il fumo mentre la sua porta d'ingresso è sempre stata sigillata.
La struttura sulle monete dei re persiani non può essere Ka'ba-ye Zartosht poiché l'immagine menzionata sulle monete non era superiore a 2 metri, aveva una piattaforma a due scale e nessuna scala si vede sotto il suo portale, la sua porta d'ingresso è molto più grande rispetto alla struttura di quella di Ka'ba-ye Zartosht, il suo soffitto non è abbastanza ripido per poterci mettere tre focolari, non c'è distanza tra la porta e il soffitto, non ha corone né portali e le ammaccature che mostrano le punte delle sue frecce non sono più di sei. Queste caratteristiche generalmente si contraddicono con quelle di Ka'ba-ye Zartosht.

### Mausoleo

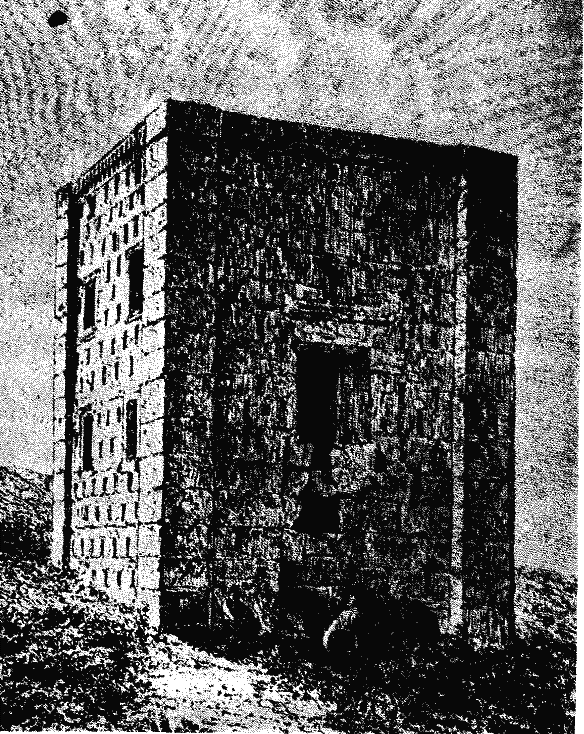
Ka'ba-ye Zartosht nel XIX secolo, di Jane Dieulafoy

La maggior parte dei ricercatori presume che la torre sia stato il mausoleo di uno degli scià achemenidi. Poiché è molto simile alla Tomba di Ciro e ad alcuni mausolei della Licia e della Caria per forma, solidità architettonica e presenta una piccola stanza con una porta molto pesante, è considerata un mausoleo. Welfram Klyse e David Stronach credono che le strutture achemenidi di Pasargade e Naqsh-e Rostam potrebbero essere state influenzate dall'arte urartiana nei templi a torre di Urartu. Aristobulo, uno dei servitori di Alessandro Magno, cita la struttura nota come "Carcere di Salomone" come "il mausoleo a torre" mentre descrive Pasargade e se la citata struttura è presunta il mausoleo di uno degli scià achemenidi, per la sua somiglianza con la struttura Ka'ba-ye Zartosht, e come hanno spiegato Franz Heinrich Weißbach e Alexander Demandt, la struttura va inevitabilmente considerata appartenente a un altro degli scià achemenidi. Oltre a ciò, Ka'ba-ye Zartosht è vicina ai mausolei che furono costruiti nello stesso periodo e tutti furono successivamente separati dalle altre parti di Naqsh-e Rostam da una catena di fortificazioni, indicando che erano tutti originariamente dello stesso tipo e avevano applicazioni simili. In altre parole tutti compreso Ka'ba-ye Zartosht, erano mausolei di grandi achemenidi.
Si possono affermare altre ragioni per cui Ka'ba-ye Zartosht fosse un mausoleo; una sarebbe costituita dalle unità della triade e dell'eptadi che si vedono nei mausolei achemenidi. Ad esempio, le camere a tre tombe dei mausolei le collegano alla costruzione di tre piani di Ka'ba-ye Zartosht e alla sua piattaforma con tre scale; e i sette portelli di ogni piano della struttura ricordano i Sette nobili persiani sui mausolei e la Tomba di Ciro a sette piani.
Tuttavia le prove non confermano l'idea e le scritte scolpite sulle pareti di Ka'ba-ye Zartosht e non danno nemmeno indicazioni dell'esistenza di un mausoleo o di una tomba.

### Tesoro
L'idea che la struttura fosse la sede di un tesoro fu espressa per la prima volta da Rawlinson nel 1871. Le ragioni di Rawlinson erano l'architettura accurata e le dimensioni adeguate della camera, la sua unica porta era pesante e solida e rendeva difficile raggiungere l'interno della struttura. Walter Henning ha presentato la teoria con ragioni più nuove. Una delle sue ragioni riguardava le iscrizioni scolpite sul bordo della camera; c'è una grande iscrizione di Sapore I sulle pareti di Ka'ba-ye Zartosht; e sotto quell'iscrizione, c'è una scritta di Kartir che afferma nella sua seconda riga: "Questo "bon khanak" sarà tuo; fallo come ritieni sia meglio per gli dei e per noi".  Alcuni storici concludono che significa che il luogo fosse utilizzato per conservare fatture, bandiere e documenti religiosi. Mentre descriveva i punti di riferimento a Istakhr, Ibn-al Balkhi ha menzionato il sito con il titolo "Kuh-Nefesht" o "Kuh-Nebesht" e ha detto che l'Avesta era tenuto lì. Henning credeva che Ibn-al Balkhi intendesse lo stesso Ka'ba-ye Zartosht. Per smentire questo punto di vista, si può dire che la camera di Ka'ba-ye Zartosht è troppo piccola per conservare l'Avesta e altri libri religiosi e bandiere reali; un sito sempre più ampio era necessario per tale intenzione. Inoltre non si può accettare che un luogo così lontano dai palazzi sarebbe stato preferito ai grandi e vari palazzi degli shahanshah achemenidi e agli edifici ufficiali e governativi per la custodia degli Avesta e delle bandiere reali. Poiché esiste un'altra torre come Ka'ba-ye Zartosht a Pasargade intitolata "Prigione di Salomone", non si può accettare che gli scià achemenidi avessero cambiato il sito dell'Avesta o delle bandiere. A proposito, se coloro che credono che Ka'ba-ye Zartosht sia il luogo dell'Avesta citando Fars-Nameh di Ibn-al Balkhi, guardano la scrittura dello stesso libro un po' prima della parola "Kuh-Nefesht", trovano: "... in seguito, lo accettò; e aveva portato il libro di Zand per la saggezza e aveva conciato dodicimila pezzi di pelle di mucca e scritto; lo accettò per oro e "shatasef"; e c'è una montagna in persiano Istakhr chiamata Kuh-Nefesht." Quindi, non è possibile che un libro scritto sulla pelle di dodicimila mucche rientri nella camera di Ka'ba-ye Zartosht.

### Vista laterale
Negli ultimi anni, Reza Moradi Ghiasabadi ha presentato una nuova interpretazione della struttura facendo ricerche sul campo e lo considera un osservatorio e un calendario solare e ritiene che le finestre cieche, le scale di fronte alla porta d'ingresso e il costrutto siano stati un timer o un indice solare per misurare la rotazione del sole e successivamente tenere il registro dell'anno e contare gli anni ed estrarre i calendari e rilevare i primi giorni di ogni mese solare e i solstizi d'estate e d'inverno e gli equinozi di primavera e d'autunno. Conclude che l'inizio di ogni mese solare potrebbe essere rilevato osservando le ombre formate sulle finestre cieche.
Tuttavia, questa teoria non può essere completamente vera; e una delle ragioni che si possono affermare per confutare la teoria è che la direzione del Nord geografico di ciascuna regione potrebbe essere diversa dalla direzione del Nord magnetico. L'inclinazione orbitale del Nord magnetico rispetto al Nord geografico è di circa 2,5 gradi nel sito Naqsh-e Rostam e l'inclinazione dell'orbitale magnetico della struttura è di 18 gradi ad ovest rispetto al nord magnetico sulla base dei calcoli di Schmidt. Pertanto, l'inclinazione della struttura rispetto al Nord geografico sarebbe di circa 15,5 gradi; nel frattempo Ghiasabadi ha considerato i 18 gradi come l'inclinazione della struttura dal Nord geografico.

## Iscrizioni di Sapore I e Kartir

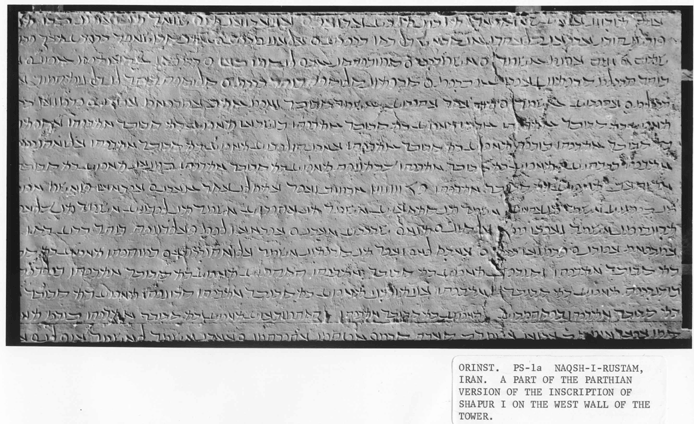
La versione in lingua partica dell'iscrizione di Sapore I

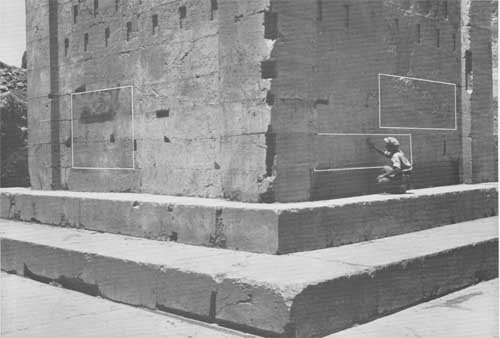
Il luogo delle iscrizioni di Kartir e Sapore I (la versione del medio persiano sassanide) sulle pareti di Ka'ba-ye Zartosht

Il 1 giugno 1936, a seguito delle prove da parte del dipartimento di scavi dell'Istituto orientale dell'Università di Chicago, furono trovate alcune iscrizioni sulla struttura Ka'ba-ye Zartosht che appartenevano a Sapore I e al sacerdote Kartir. L'iscrizione di Sapore è scritta nelle tre lingue: greco (70 righe), medio persiano arsacide (30 righe) e medio persiano sasanide (35 righe) su tre lati della struttura e l'iscrizione di Kartir, che è in 19 righe in lingua sassanide media persiana, è al di sotto di quella di Sapore.
Nell'Iscrizione di Sapore, che dovrebbe essere considerata la "Risoluzione della rivoluzione" della dinastia sasanide, si presenta prima e cita le regioni che ha governato e poi descrive le guerre persiano-romane e indica la sconfitta e la morte di Marco Antonio Gordiano, dopo di che le forze romane proclamarono imperatore Marco Giulio Filippo e quest'ultimo pagò a Sapore un compenso pari a mezzo milione di dinari d'oro per la tregua e tornò in patria. In seguito, Sapore descrisse la sua battaglia con i romani insieme a un elenco elaborato degli stati romani da cui aveva raccolto le forze. La battaglia, che fu per l'Armenia, fu la più grande sconfitta che i Sasanidi inflissero ai romani. Sapore aggiunge poi che "ho arrestato io stesso Cesare Valeriano, con le mie stesse mani". e menziona i nomi delle terre che conquistò in quella battaglia. Quindi apprezza la potenza di Dio per avergli dato il potere per la vittoria e costruisce molti templi del fuoco per la sua soddisfazione di notare i nomi delle persone che sono state coinvolte nell'instaurazione del governo sasanide davanti al fuoco e infine consiglia ai successori di impegnarsi per il lavoro divino e gli affari di carità. L'iscrizione è storicamente considerata molto interessante e una delle prime testimonianze dell'era sasanide e uno dei documenti più importanti del periodo per i limiti dei confini persiani sasanidi. Inoltre, l'iscrizione è l'ultima volta che l'alfabeto e la lingua greca sono usati nelle iscrizioni persiane.
L'iscrizione di Kartir, che si trova sotto l'iscrizione sasanide in medio persiano di Sapore, venne scritta durante il regno di Bahram II e intorno al 280. Si presenta prima e poi menziona i suoi gradi e titoli durante i periodi dei re precedenti e dice che aveva il titolo di Herbad durante il periodo di Sapore I ed è stato nominato "gran maestro di tutti i sacerdoti di Shahanshah da Sapore I" e ha avuto l'onore di ricevere un cappello e una cintura dallo shahanshah nel periodo di Ormisda I e ha ottenuto un crescente potere e acquisito il soprannome di "Il sacerdote di Ahura Mazda, il dio degli dei". Quindi, Kartir menziona le sue attività religiose come combattere le altre religioni come il cristianesimo, il manicheismo, il mandaismo, l'ebraismo, il buddhismo e l'eresia zoroastriana e osserva la fondazione di templi del fuoco e l'assegnazione di donazioni ad essi. Parla anche di correggere i sacerdoti che erano, a suo avviso, pervertiti e menziona l'elenco degli stati che furono conquistati dalla Persia durante il periodo di Sapore I e alla fine l'iscrizione si conclude con una preghiera.